# Johann Friedrich Ahlfeld (ginecologo)
Johann Friedrich Ahlfeld (Alsleben, 16 ottobre 1843 – Marburgo, 25 maggio 1929) è stato un ginecologo tedesco.

## Biografia
Dal 1863 al 1867 studiò medicina presso le università di Greifswald e Lipsia, dove fu allievo di Carl Siegmund Franz Credé. Nel 1868 conseguì il dottorato con la tesi di laurea "Über Zerreissung der Schamfuge während der Geburt". Nel 1873 ottenne la sua abilitazione per ostetricia e ginecologia all'Università di Lipsia e nel 1877 ottenne il titolo di professore associato. Nel 1881 divenne professore ordinario all'Università di Giessen, due anni dopo si trasferì a Marburgo come direttore dell'università Frauenklinik e scuole per ostetriche.

## Opere principali
- Die Technik der Schwangerenuntersuchung, 1873.
- Lehrbuch der Geburtshilfe zur wissenschaftlichen und praktischen Ausbildung, (1874, 2ª edizione 1898).
- Die Missbildungen des Menschen; eine systematische Darstellung der beim Menschen angeboren vorkommenden Missbildungen und Erklärung ihrer Entstehungsweise (2 parti, 1880–82).
- Abwartende Methode oder Credéscher Handgriff, 1888.
- Die Desinfection der Hand des Geburtshelfers und Chirurgen, 1901.[4]